# Катастрофа бронзового века

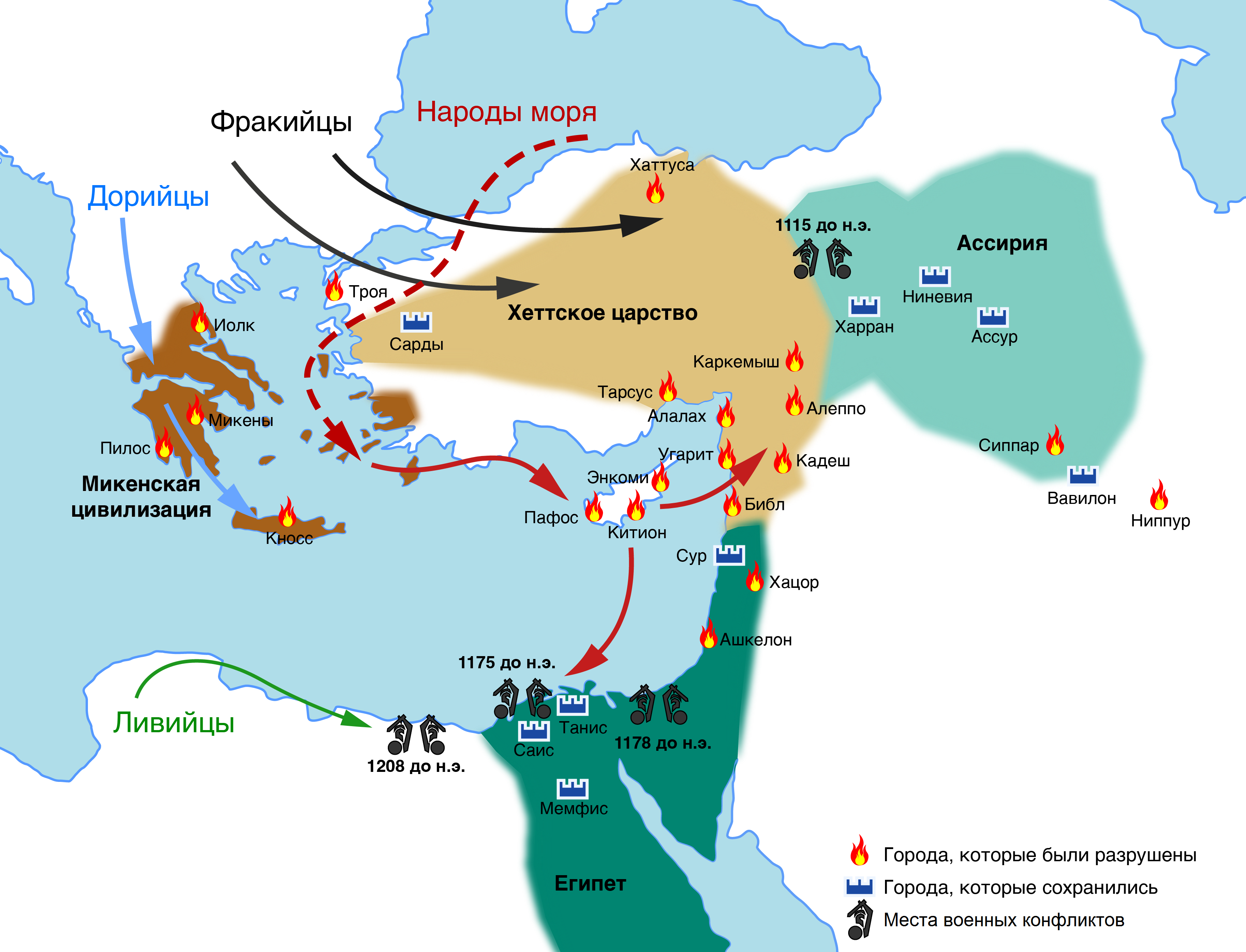
Катастрофа бронзового века: движения и конфликты

Катастро́фа бро́нзового ве́ка (бронзовый коллапс) — термин, которым археологи и историки обозначают переход от бронзового к железному веку на древнем Ближнем Востоке и в Восточном Средиземноморье (Левант, Малая Азия и Греция) в XII веке до н. э. Смена эпох в этом регионе была связана с катастрофическими изменениями в общественном укладе, утратой многих производственных и культурных традиций, в том числе письменности, разрушением всех крупных государств и многих городов того времени.
Американский историк Роберт Дрюс описывает бронзовый коллапс как «крупнейшую катастрофу в древней истории, даже ещё более ужасную, чем падение Западной Римской империи», цитируя при этом Фернана Броделя, по мнению которого культуры Восточного Средиземноморья вернулись почти к тому, с чего они начинали («нулевому уровню»).
В Греции последующий период известен как «тёмные века», но то же самое можно сказать и об остальных странах региона. Народы региона сохранили определённую память о конфликтах того времени. О событиях Троянской войны, которая, вероятно, произошла в этот период, повествует «Илиада». Некоторые историки также относят к этому времени исход из Египта — ключевое событие для самосознания еврейского народа. Возможно, именно с событиями того времени связаны представления античных авторов об утраченном «золотом веке».

## Общая характеристика
В период 1206—1150 годов до н. э. нашествие «народов моря», крушение микенских царств, Хеттского царства в Анатолии и Сирии и конец доминирования Египетской империи в Сирии и Ханаане привели к угасанию торговых путей и снижению грамотности (в связи с чем исчезли микенская линейная и лувийская (хеттская) письменности). На первом этапе данного периода почти каждый город между Троей и Газой был разрушен и зачастую после этого больше не заселялся: так, были заброшены Хаттуса, Микены, Угарит. На стенах погребального храма Рамсеса III в Мединет-Абу читаем лаконичную надпись:
Чужеземные страны составили заговор на своих островах. Сразу все земли были опустошены и разрознены под их натиском. И не было земли, которая могла устоять перед их оружием: от Хатти, Кади, Каркемиша, Арцавы и Аласии далее, все были отрезаны в одно время. (Основной) стан был помещен в Амурру. Они изгнали тамошних жителей, а его земля стала такой, где словно бы никто не рождался. Они шли вперёд, к Египту, и пламя было уготовлено для них. В их число входили пелесеты, зекеры, шекелеша, дануны и вешхеш. Они простёрли свои руки на земли до самых пределов земных, и сердца их полнились верой и не ведали сомнений.
Цивилизационно и технологически катастрофа привела к значительным регрессивным явлениям во всех областях жизни и материальной культуры. При сравнении минойской и микенской цивилизаций с теми, что пришли им на смену, напрашивается вывод, что судостроение, архитектура, обработка металлов, водоснабжение, ткацкое искусство, живопись были отброшены на много лет назад и начали возрождаться только примерно через 500 лет, в период поздней архаики.
Кризис завершился постепенным окончанием тёмных веков, а также возвышением Израильско-Иудейского царства, сиро-хеттских, арамейских царств середины X века до н. э. и Новоассирийской империи.

## Региональные проявления

### Греция

Карта переселения греческих племён на рубеже II—I тысячелетий до н. э.

Ни один из дворцов микенского периода не пережил вторжения дорийцев с севера. Наибольшим разрушениям подверглись дворцы и укреплённые поселения. До 90 % небольших поселений на Пелопоннесе были заброшены, есть свидетельства резкого снижения численности населения. С концом бронзового века наступает переходный «субмикенский период». Греческие тёмные века продолжались более 400 лет. Некоторые города (в частности, Афины) продолжали существовать, однако их значение сузилось до локального, торговые связи резко сократились, упал культурный уровень. Новый подъём произошёл лишь в период геометрической керамики.
На Крите население спасалось от набегов с моря в высокогорных убежищах, таких, как Карфи, которые было легко оборонять, но крайне неудобных для жизни в обычных условиях.

### Анатолия
В каждом важном хеттском городе обнаружен слой разрушений, связанный с поздним бронзовым веком, и как показывают археологические данные, хеттская цивилизация так и не смогла вернуться на уровень, предшествовавший катастрофе. Переход к более сухому и прохладному климату начался в XIII веке до н. э.

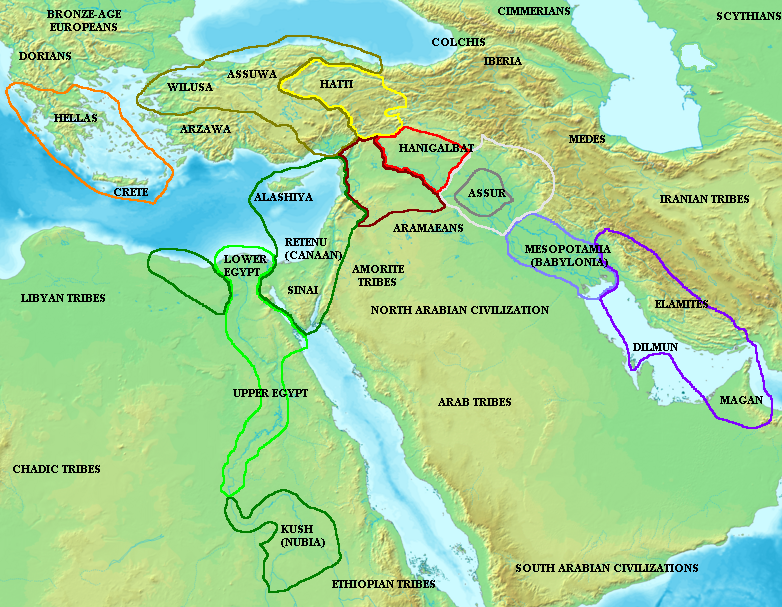
Карта Ближнего Востока и Восточного Средиземноморья в Амарнский период (около XIV—XII веков до н. э.)

На период с 1198 по 1196 год до н. э. приходится пик засухи в Центральной Анатолии. Столица хеттов Хаттуса была и заброшена и обезлюдела, а позже была сожжена захватчиками и больше так и не возродилась. Караоглан был сожжён, на его улицах после резни остались непогребённые тела людей. Троя разрушалась как минимум дважды, прежде чем её окончательно забросили, ещё до наступления римской эпохи.

### Кипр
Катастрофа отделяет позднекипрский период II (LCII) от следующего периода LCIII, при этом такие города, как Энкоми, Китион и Синда, были разграблены и сожжены, иногда дважды, прежде чем люди их окончательно покинули. Ряд меньших городов также оказались покинутыми, хотя и не подверглись разрушениям. Коккинокремос был недолго существовавшим поселением, где наличие многочисленных кладов металлических изделий указывает на то, что их хозяева так и не вернулись за спрятанным имуществом, будучи убиты или уведены в рабство. Вместе с тем, в отличие от большинства других регионов Восточного Средиземноморья, «бронзовый коллапс» привёл не к упадку, а к расцвету Кипра, который продолжался до X века до н. э. Ввиду этого предполагается, что Кипр служил отправной точкой для экспансии «народов моря» в Левант, богатея культурно и материально за счёт разграбления некогда обширных и процветающих империй.

### Передняя Азия

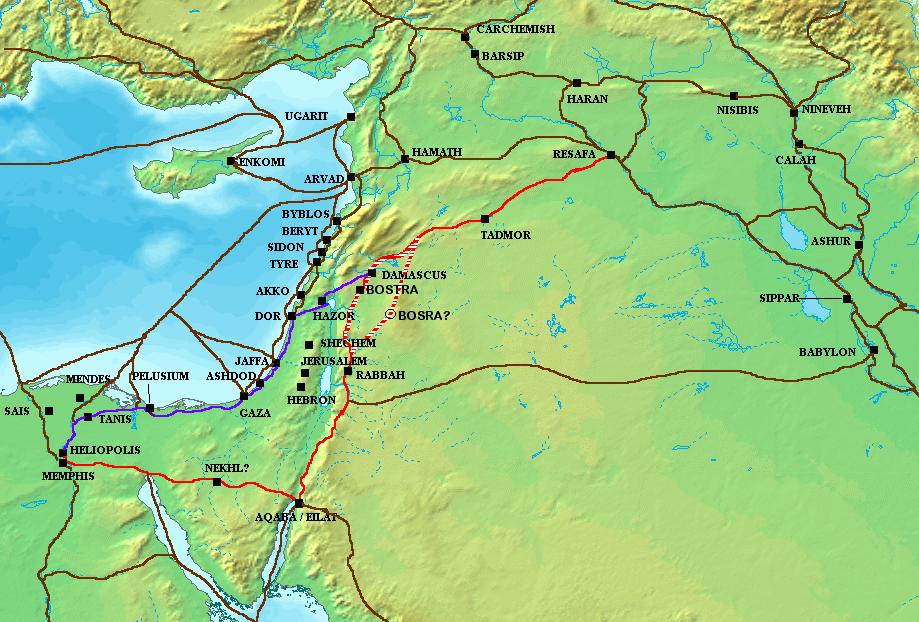
Via Maris (фиолетовый), Via Regia (красный), и другие торговые пути Передней Азии, 1300 год до н. э.

В археологических слоях Сирии позднего бронзового века видны следы торговых связей с Египтом и Эгейским регионом.
По данным раскопок города Угарита, массовые разрушения произошли после правления Мернептаха и даже после падения первого министра Бая. Сразу после случившегося сильного землетрясения, в котором пострадал Угарит став беззащитным и, не дождавшись внешней помощи, был полностью разрушен «народами моря». Письма на глиняных табличках, обожжённых в пламени пожара разрушенного города, сообщают о нападениях с моря, а в письме из Аласии (древний Кипр) говорится о городах, уже разрушенных к тому времени нападавшими с моря. В письме также говорится об отсутствии угаритского флота, занятого патрулированием побережья. Город уже никогда не имел прежнего значения и не был независимым государством, поэтому фактически история Угарита закончилась.
Прекратило своё существование древнее государство Амурру.

#### Финикия
В XIII веке до н. э. Финикия испытала нашествие народов моря. С одной стороны ряд городов был разрушен и пришёл в упадок, с другой — народы моря ослабили Египет, что привело к независимости и возвышению Финикии, где главную роль стал играть Тир.

#### Ханаан
Со времён правления Хоремхеба всё большую угрозу для Египта представляли кочевники-шасу. Рамзес II, чуть не потерпевший поражение в битве при Кадеше, вскоре повёл войну против них, преследуя их до Моава, где он основал крепость. Шасу представляли собой проблему, в особенности во времена правления Мернептаха, когда они угрожали «Дороге Хора» к северу от Газы. Имеются данные, что г. Дейр-Алла (Суккот) был разрушен после смерти царицы Таусерт. Разрушенный город Лахиш был на короткое время вновь занят временными переселенцами и египетским гарнизоном во времена Рамзеса III. Все городские центры вдоль приморской Дороги Хора — Газа, Ашдод, Ашкелон, Акко и Яффа — были разрушены и не заселялись вновь в течение до тридцати лет. На материке были разрушены города Хацор, Вефиль, Бейт-Шемеш, Еглон и ряд других.

### Египет

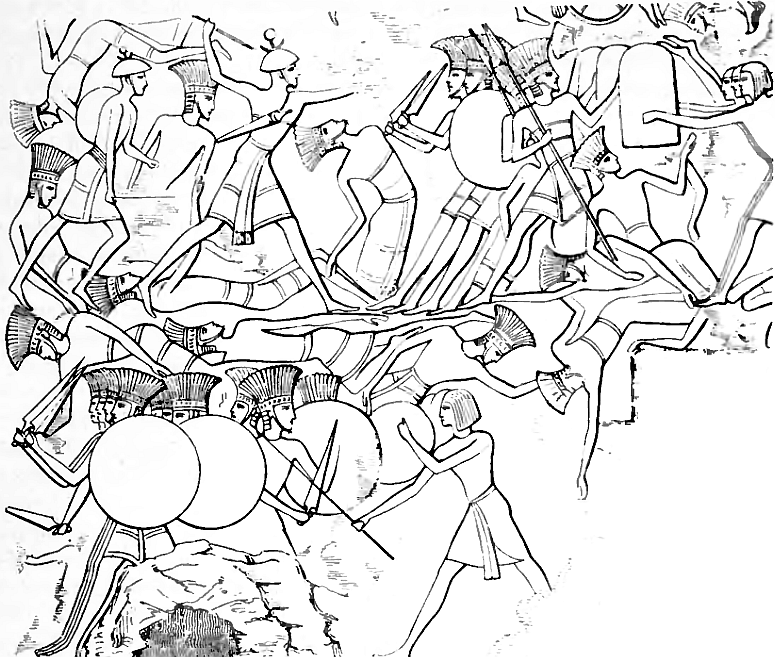
Отражение египтянами нашествия «народов моря». Прорисовка барельефа заупокойного храма Рамзеса III в Мединет-Абу

В Малой Азии разразился голод, побудивший «народы моря» двинуться на юг. Вождь ливийцев Мраиуйа, сын Диды, вступил в соглашение с «народами моря», и союзники, осмелев вследствие долгой безнаказанности, перешли к организованным нападениям на Египет.
Согласно сведениям из Илиады, набеги на Египет происходили по меньшей мере за 9 лет до Троянской войны.
По сообщениям стелы Мернептаха, Египет подвергался нападениям «народов моря», пришедших через Ливию, в состав которых входили ахейцы, сикулы (?), ликийцы (?), шердены (сардинцы?) и тирсены (возможно этруски), а также пережил восстание в Ханаане в городах Ашкелон и Еноам.
После смерти фараона Мернептаха, Египет вступил в период политической нестабильности. В это время азиатскими владениями Египта, номинально подчиняющимися Египту, правил Ирсу. После смерти Таусерт в Египте наступила полная анархия, что привело к междоусобице и разорению страны, был утрачен контроль над провинциями.
Во время правления Рамзеса III произошло новое нападение «народов моря», в котором участвовали филистимляне (пеласги?), чекер (тевкры?), шердены и данайцы. Выстояв перед рядом внешних угроз, Египетская империя всё же погибла в середине XII века до н. э. (при правлении Рамзеса VI).

### Месопотамия
Были разрушены города Норсунтепе, Эмар и Каркемиш. Ассирийцы смогли отбиться от вторжения мушков во времена правления Тиглатпаласара I. По мере того, как распространялось влияние «ахламму» (арамейцев), Вавилон и Ассирия почти не контролировали свои территории за пределами городских стен. Вавилон был разграблен эламцами во главе с Шутрук-Наххунте, и утратил контроль над долиной Дияла. Волна южноарамейских племён халдеев, достигшая Южной Месопотамии в XI веке до н. э., окончательно изменила карту региона.

### В дописьменных обществах
Как указывал Джозеф Тэйнтер, общий системный коллапс произошёл, по-видимому, не только в Восточном Средиземноморье и на Ближнем Востоке, с которыми его изначально ассоциировали. Ввиду отсутствия в других регионах — более западных и северных — письменной традиции характер и масштаб произошедших там изменений стали постепенно вырисовываться (благодаря работе нескольких поколений археологов) лишь к концу XX века.

#### Западная Сибирь
Как показал Е. Н. Черных, в XII веке до н. э. был разгромлен крупнейший в Евразии Каргалинский горнометаллургический центр, что остановило поставку уральской меди на Ближний Восток и, соответственно, затруднило производство бронзы. По мнению Черных, это имело далекоидущие последствия — от перестраивания торговых путей до замены бронзы железом (изделия из которого в то время ещё заметно уступали бронзовым по своим характеристикам). Срубная культурно-историческая общность перестала существовать. Впрочем, посылки и выводы Черных (в том числе и относительно колоссального объёма добываемой в Каргалах меди) оспариваются другими исследователями.

#### Северное Причерноморье
К северу от Чёрного моря синхронно с распадом Циркумпонтийской металлургической провинции происходят запустение степей и «лесная урбанизация» — появление в южной лесной зоне первых крупных оседлых поселений (ДДК, КША), которые продолжат существовать веками. Вплоть до возникновения наездничества (ассоциируемого с прото-скифами) степь превращается в малонаселённое «дикое поле», где археологические находки XII—X веков до н. э. крайне редки (по сравнению с периодами предыдущим и последующим).

#### Центральная Европа
Так, в Центральной Европе (через которую проходила «Оловянная дорога» из Греции к оловянным рудникам Корнуолла) наблюдается заметный регресс между периодом культуры полей погребальных урн XIII—XII веков до н. э. и появлением гальштатской культуры в X—IX веках до н. э., что было синхронно греческим тёмным векам после упадка микенской цивилизации. Остаётся, однако, нерешённым вопрос, был ли кризис в Центральной Европе причиной распада торговли бронзой, оловом, иными товарами с Восточным Средиземноморьем или же его следствием.

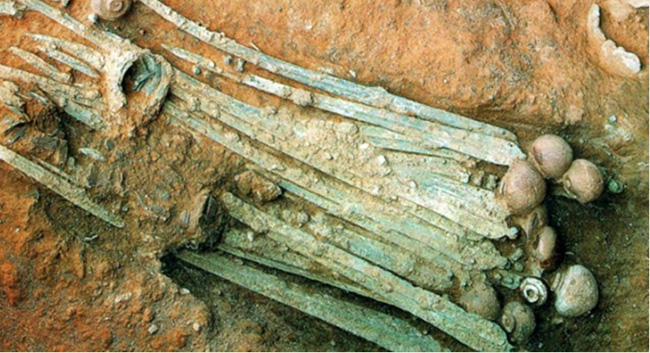
Микенские мечи, найденные в Лаконии (полуостров Пелопоннес).

На территории северной Германии и Дании на век раньше, чем в Восточном Средиземноморье, наблюдаются следы серьёзных вооруженных конфликтов, а битва в долине реки Толлензе (предположительно за контроль моста через болото) считается первой известной битвой на территории Европы. После периода конфликтов многократно падает население затронутых ими земель, а хозяйство приходит в упадок.

## Возможные причины
В 2010-е годы учёные пришли к выводу о комплексном характере причины «катастрофы бронзового века». Археологические данные и анализ хеттских, угаритских, египетских и греческих источников дают картину засухи, землетрясений, голода, нашествий и восстаний. Исследователи пишут: «Статистический анализ деталей последовательного обрушения культуры отражает связь голода, вызванного изменением климата, нашествия с моря, военных действий по всему региону и политико-экономического коллапса, в котором зарождались новые цивилизации и новые идеологии».

### Голод в результате похолодания и засухи

Реконструкция температуры по данным ледниковых кернов из Центральной Гренландии. Резкое похолодание, приведшее к засухе, начинается в 1340-х годах до н. э., достигая локального минимума в 1130-х годах до н. э.

В древнегреческих мифах имеются косвенные сведения о голоде в рассматриваемом периоде. Так, Кассандра упоминает о съеденных сыновьях Фиеста. В мифе о Гераклидах, описывающем дорийское вторжение, есть упоминание об эпидемии смертоносного заболевания.
О голоде, поразившем Малую Азию, сообщают надписи на стелах египетского фараона Мернептаха. Египет посылал корабли с зерном хеттам, чтобы поддержать их. Из одного письма, адресованного Суппилулиумой правителю Угарита, выясняется, что в это время Хеттское царство испытывало большую нехватку продовольствия.
В регионе Мёртвого моря (Южный Левант) уровень подземных вод упал более чем на 50 метров в конце второго тысячелетия до нашей эры. Исходя из географии этого региона, для того, чтобы уровень воды упал так резко, засуха в районе окружающих гор должна была быть ужасной.
Американский историк Рис Карпентер в книге «Discontinuity in Greek Civilization» (1966) предположил, что причиной краха микенской цивилизации стала длительная засуха, но он не смог привести доказательств своей гипотезы.
В 1982 году профессор Харви Вайсс из Йельского университета, опираясь на индекс засух Палмера для 35 точек в Греции, Турции и на Ближнем Востоке, пришёл к выводу, что одним из стимулов коллапса была длительная засуха, которая ухудшила социально-экономическое положение большого региона, привела к войнам и миграциям. В 2003 году Брайан Фейган высказал мнение, что атлантические штормы в середине зимы к северу от Пиренеев и Альп принесли более влажный климат в Центральную Европу, и одновременно засушливый — в Восточное Средиземноморье, что и стало толчком к коллапсу бронзового века. Это согласуется и с древнегреческими источниками, которые говорят о засухе, случившейся после Троянской войны. Население Западной Анатолии было вынуждено мигрировать.
В 2010 году по результатам анализа археологических образцов исследователи обнаружили, что около 350 лет, с 1200 по 850 год до н. э. в восточном Средиземноморье был период засухи. Засуху подтверждают также архивные источники: в городе Угарит (восточное побережье Средиземного моря) находятся письма, напрямую свидетельствующие о голоде, в частности письмо чиновника Уртену из города Эмар (1185 год): «Голод в нашем доме; мы все умрём от голода», также в одном из писем от хеттского царя есть фраза: «Разве ты не знаешь, что был голод среди моих земель?». Трёхлетняя экстремальная засуха в 1198—1196 годах до н. э. в Малой Азии, обнаруженная по дендрохронологическим данным, рассматривается как одна из основных причин падения Хеттской империи.

### Тектоническая активность
В качестве потенциального стимула катастрофы рассматривалось увеличение тектонической активности в указанное время, в частности, сверхмощное извержение вулкана Гекла, которое датировалось 1159 годом до н. э. Другие археологи относят это извержение к более позднему времени. Амос Нур считал, что стимулом было землетрясение магнитудой 6,5 по шкале Рихтера в Средиземноморье.
Имеются также сведения о сильном землетрясении около 1200 г. до н. э., в результате которого пострадал Угарит. По археологическим данным, речь идет о шторме землетрясений, охватившем Переднюю Азию.
Античные авторы упоминают о Гелиосе, который в древности изменил свой путь, превратив восток в запад. В Ветхом Завете описан эпизод, когда во время сражения Иисус Навин остановил на небе Солнце и Луну, чтобы противник не смог отступить, воспользовавшись вечерним и ночным мраком: «...стой, солнце, над Гаваоном, и луна, над долиною Аиалонскою! И остановилось солнце, и луна стояла, доколе народ мстил врагам своим» (Нав. 10:12-13). При этом на врагов евреев с неба летели камни.

### Обработка железа
Железо гораздо более распространено в природе, чем олово и медь, необходимые для получения бронзы. По наблюдению Леонарда Палмера, использование столь доступного металла, как железо, позволило вооружать более многочисленные войска, которые могли благодаря численному перевесу побеждать меньшие армии, использующие бронзовое оружие и колесницы, несмотря на то, что оружие из железа было худшего качества. Впрочем, после публикаций Палмера было установлено, что окончательный переход к железу произошёл уже после бронзового коллапса, следовательно, не мог служить его причиной.

### Системный кризис
Возможно, роль сыграл фактор разрыва торговли на дальние расстояния в результате системного кризиса, из-за чего прекратилась или существенно снизилась поставка олова и меди, что, в свою очередь, сделало невозможным производство бронзы (см. подробнее раздел «В дописьменных обществах»).

### Миграции и набеги

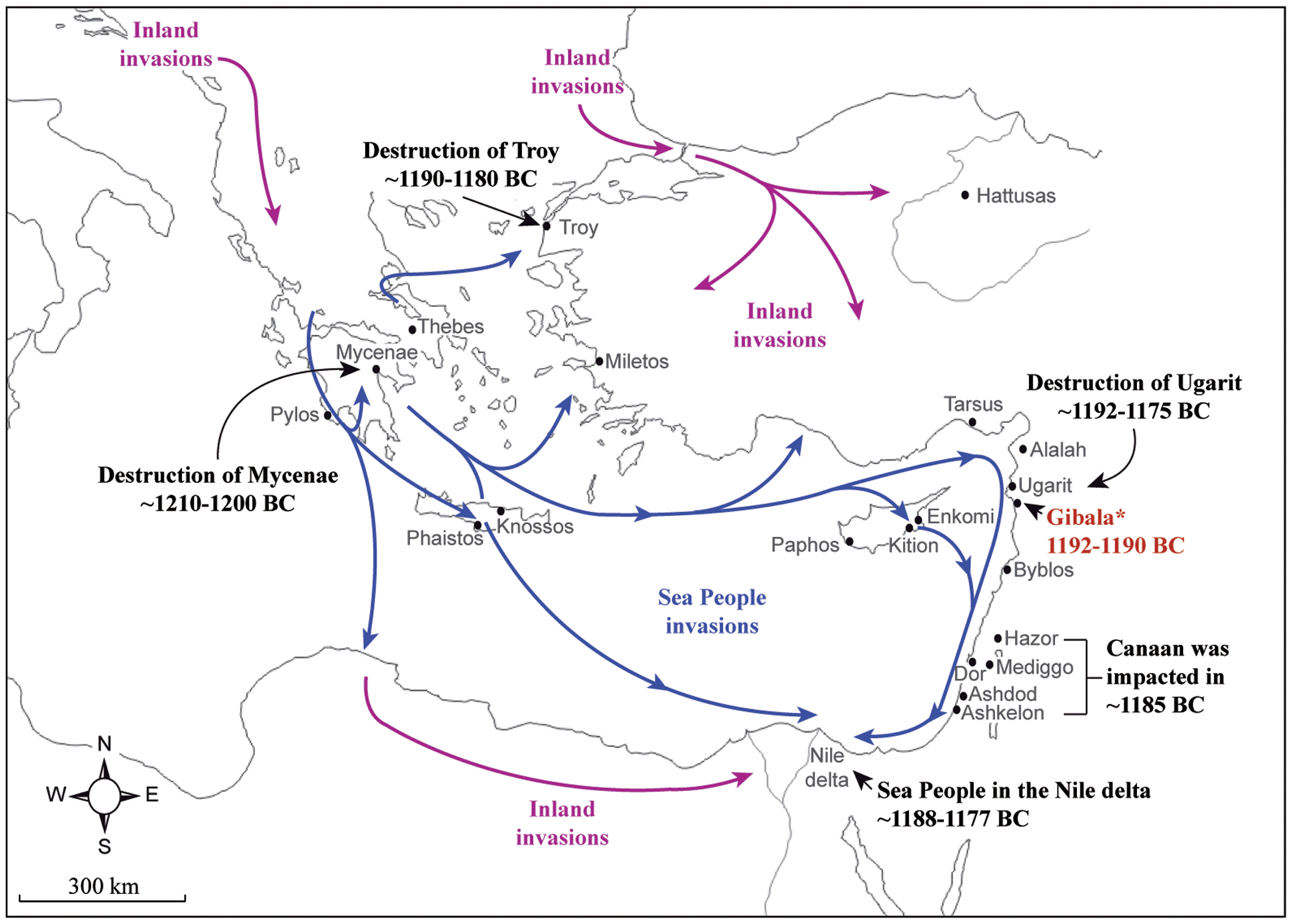
Направление миграций народов моря в Эгейском море и Восточном Средиземноморье.

Экрем Акургал, Густав Леманн и Фриц Шахермайр, опираясь на идеи Гастона Масперо и на находки большого количества мечей типа Naue II (нем. Griffzungenschwert), происходящих с юга Восточной Европы, а также египетские и угаритские упоминания о нашествии «народов моря», считают именно миграции основной причиной катастрофы. Записанные линейным письмом Б документы Микенского царства, относящиеся к периоду непосредственно перед коллапсом, свидетельствуют о росте пиратства и набегов для захвата рабов, в особенности с побережья Анатолии. Вскоре после правления Рамзеса II были сооружены египетские крепости вдоль побережья Ливии с тем, чтобы противостоять морским набегам.
Впрочем, это оставляет открытым вопрос о причинах, вызвавших столь массовые миграции. Обычно современные исследователи видят в «народах моря» жителей микенских и других прибрежных городов, согнанных со своих мест голодом и нашествиями более северных народов — в частности, индоевропейских (см., например, дорийское вторжение).
Хеттские источники свидетельствуют, что в Ахейской Греции произошел кризис, косвенно определяя время этого кризиса между 1245 и 1233 гг. до н. э. Многие исследователи давно обратили внимание на предание о первом нашествии на Пелопоннесе потомков Геракла — Гераклидов, под которыми, по их мнению, могли скрываться этнические иллирийцы или фракийцы, совпадающее по времени с предполагаемым разрушением ахейских крепостей, которое выводится из хронологии хеттских документов.

### Изменения в способах ведения войны
В специфическом контексте Ближнего Востока целый ряд факторов — включая рост населения, ухудшение почвы, засуху, технологии литья из бронзы и ковки железа, изменение цен на металлы — мог в сочетании привести к росту стоимости оружия (по сравнению со стоимостью земли) до уровня чрезмерно высокого для традиционных воинских аристократий.
Историк Роберт Дрюс развивает тезис о «революции мечей», которые при переходе от бронзы к железу превратились из (довольно короткого) колющего оружия ограниченного применения в универсальное колюще-рубящее оружие. По мнению Дрюса, увеличение в Греции количества бронзовых литейных мастерских и появление массовой пехоты, использовавшей новые виды вооружения и доспехов, как, например, литые (а не кованые) наконечники копий и длинные мечи, а также дротики, дают основание предполагать, что «массовое производство бронзовых орудий неожиданно приобрело большое значение в Эгейском регионе». К примеру, Гомер использует слово «копья» как синоним слова «во́ины», что говорит о возросшем значении копий в войне.
Согласно Дрюсу, такое новое оружие, которым пользовались пешие прото-гоплиты, было способно противостоять массированным атакам боевых колесниц и, таким образом, сокрушать армии рабовладельческих государств, чья мощь была основана на использовании колесниц. Когда вооружённая по-новому пехота с периферии цивилизованного мира стала совершать набеги на древние города Востока, это заканчивалось их падением перед завоевателями.